# 光耀劇團
光耀劇團（Illustre Théâtre），一譯作盛名劇團，是法國劇作家莫里哀於1643年6月30日在巴黎所籌組的一個劇團，也是莫里哀最早投入的戲劇團體。
除了莫里哀本人作為團長之外，還有女演員和他的情人瑪德蘭娜·貝雅德以及其他親友約十人。劇團租下梅塔那岡球場作為演出場地。劇團主要演出高乃依、杜里埃、特里斯當等人的作品，但觀眾收入不多，難以與當時主流的勃艮弟劇團與馬雷劇團競爭，1645年因缺乏資金而被迫破產解散。
- 參考資料：喬治·蒙格雷迪安著、譚常軻譯《莫里哀時代演員的生活》（濟南，山東畫報出版社，2005）